# Guimil (La Coruña)
Guimil (llamada oficialmente San Cristovo de Goimil) es una parroquia española del municipio de Villarmayor, en la provincia de La Coruña, Galicia.

## Otras denominaciones
La parroquia también se denomina San Cristovo de Guimil o San Cristóbal de Guimil.

## Entidades de población
Entidades de población que forman parte de la parroquia:
- Penagrande (A Pena Grande)
- Gulfín
- Cabo da Aldea (O Cabo da Aldea)
- Casal (O Casal)
- Nogueirido (O Nogueirido)
- Penedo (O Penedo)

## Demografía
| Gráfica de evolución demográfica de Guimil entre 2000 y 2021 |
|                                                              |
| Datos según el nomenclátor publicado por el INE.             |